# راسل هرنزبی

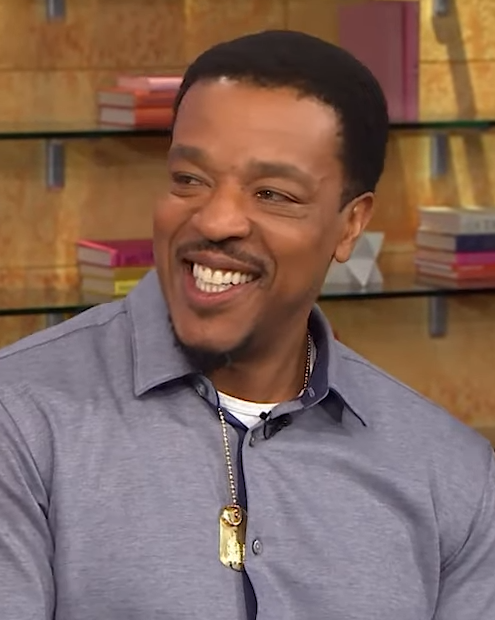
راسل هرنزبی

راسل هرنزبی (انگلیسی: Russell Hornsby؛ زادهٔ ۱۵ مهٔ ۱۹۷۴) هنرپیشه آمریکایی اهل اوکلند، کالیفرنیا است.
از فیلم‌ها یا برنامه‌های تلویزیونی که وی در آن نقش داشته است می‌توان به دروغگوی چاق گنده، گیرافتاده و ادموند اشاره کرد.
او بیشتر به خاطر ایفای نقش‌های «ادی ساتون» در سریال ارتفاعات لینکلن از شبکهٔ ای‌بی‌سی خانوادگی، «لوک» در درام در درمان از شبکهٔ اچ‌بی‌او، و کارآگاه «هنک گریفین» در سریال گریم از شبکه ان‌بی‌سی شناخته می‌شود.اوج شهرت او در سریال گریم بوده است.